# Kernel tickless
Un kernel tickless (o in modalità dynamic tick) è un kernel in cui le interruzioni non avvengono ad intervalli regolari, ma sono effettuate solo quando richiesto.

## Moderni kernel tickless
Il kernel Linux su S/390 dalla versione 2.6.6 e su i386 dalla versione 2.6.21 può essere configurato per spegnere il timer dei tick sulle CPU inattive usando l'opzione CONFIG_NO_HZ, e dalla versione 3.10 usando l'opzione CONFIG_NO_HZ_IDLE per i processori inattivi e con l'opzione CONFIG_NO_HZ_FULL per quelli attivi.
Il kernel XNU da macOS 10.4 in poi, e il kernel NT di Windows 8 sono anch'essi kernel tickless.

## Nozioni storiche
Fu il kernel del sistema operativo Solaris 8 che introdusse il sotto-sistema ciclico per consentire la creazione di timer a precisione arbitraria e la moderna modalità tickless. 